# Élections législatives macanaises de 2009
Les élections législatives macanaises de 2009 se sont tenues à Macao, le 20 septembre 2009. La campagne officielle a débuté le 5 septembre, et plusieurs candidats ont reçu des avertissements de la Commission des affaires électorales pour avoir commencé leurs campagnes avant la date fixée.
Comme pour les élections législatives 2005, vingt-neuf sièges sont à pourvoir, mais seulement douze sont élus au suffrage universel selon la Méthode du plus fort reste ; les autres étant « élus » par les « parties constituantes » ou nommés directement par le chef de l'exécutif.

## Listes pro-démocratique
Cette année, il y a quatre listes prônant le suffrage universel et des réformes politiques.
Aux élections de 2001 et de 2005, l'Association nouveau Macao démocratique, également dénommées « les démocrates » par les médias locaux, a reçu le plus grand nombre de voix. Cependant, en raison du mode de scrutin basé sur la méthode du plus fort reste, ils n'ont réussi à remporter que deux sièges lors de ces deux consultations (ils en auraient obtenu 3 si la méthode d'Hondt avait été appliquée). Pour cette raison, ils se sont divisés en deux listes, à savoir : « l'Association du Prospère Macao Démocratique » (APMD) et « l'Association Nouveau Macao Démocratique » (ANMD) ; et qui partagent le même programme,,. Des stratégies similaires ont été utilisées par le Parti Démocratique de Hong Kong aux élections législatives de Hong Kong, avec des succès mitigés. APMD est dirigé par Antonio Ng et ANMD par Au Kam San, ce qui signifie que les deux listes ont des députés sortants (Deputados) à l'instar de leurs principaux candidats.
La campagne des démocrates pour un homme, un vote pour le chef de l'exécutif (CE) en 2014 (avec la proposition de 300 membres par la commission électorale) et l'élection directe avec des propositions publiques en 2019. Pour l'assemblée législative (AL), ils proposent la suppression de tous les élus au suffrage indirect des sièges en 2013 et la fin de sièges désignés par la CE en 2017,.
Agnes Lam, un écrivain local et professeur adjoint de l'Université de Macao, conduit le nouveau Observatório Cívico qui milite pour l'élection directe du chef de l'exécutif (CE) en 2019 et une assemblée législative élue directement (AL) d'ici à 2023. En plus du suffrage universel, Observatorio Cívico milite également pour la réforme du système électoral par l'introduction de votes multiples. Elle s'est également prononcé contre l'auto-censure dans les médias locaux et a souligné l'importance de la liberté de la presse. Certains ont remis en question ses opinions pro-démocratique, avec son vice-président de l'association pro-Pékin de Macao pour la jeunesse.
Associação de Activismo para a Democracia, la liste la plus radicale des quatre, se concentre sur la campagne pour le suffrage universel pour le CE et l'AL en 2019, mais il est moins préoccupé par d'autres questions. Leurs principaux candidats ont été arrêtés par la sécurité au cours d'une CCPA (Comissariado Contra a Corrupção), un rassemblement pour une «élection propre», qui était représentée par les 16 listes, après avoir scandé des slogans sur scène. Elle n'a obtenu que 654 voix (0,52 %) en 2005.

### Retrait de Ng Seng Fong's
La 4e candidate de la liste d'Au Kam San (Associação Novo Macao Democrático ou ANDM), Ng Seng Fong a démissionné et s'est retiré de l'élection le 16 septembre,,. Un journal local en langue chinoise a révélé que Ng a reçu une peine de 3 ans en juillet pour des fraudes remontant à 2005. Ng a affirmé qu'elle-même ne savait rien sur ledit procès et n'a rien trouvé à son sujet sur l'internet. Il est improbable que le procès ait été réalisé à son insu dans la mesure où elle commute à partir de Zhuhai à Macao en utilisant souvent sa carte d'identité de Macao (BIR). Elle a donc déposé un recours contre cette décision. La police a lancé une enquête sur les fuites de ces rapports. Il est affirmé que seule une poignée d'agents ont accès à ces dossiers.

## Listes pro-Pékin
Cette année, les listes pro-Pékin  tournent leur attention vers la crise économique qui a gravement touché l'industrie du jeu de Macao. União para o Desenvolvimento insiste sur la nécessité de diversifier l'économie locale ainsi que sur la réforme de la législation du travail. União Macau-Guangdong, pour sa part, milite pour renforcer la coopération entre Macao et la Chine continentale. Le regroupement familial pour les immigrants venus de Chine continentale est également un des thèmes de campagne de plusieurs listes,.
La plupart des listes pro-Pékin incluent des réformes politiques dans leurs programmes. Cependant, ils ne semblent pas appuyer le suffrage universel dans un avenir proche. UPP suggère par exemple l'élargissement du comité électoral qui continuerait d'élire le chef de l'exécutif indirectement. AACPP et Aliança P'ra Mudança vont plus loin en affirmant que Macao n'est « pas prêt » pour le suffrage universel,.

## Industrie du jeu
L'industrie du jeu a une forte présence dans l'élection. Les casinos de Macao emploient actuellement près de 50 000 personnes, on peut donc s'attendre à ce qu'au moins quatre sièges iront à des candidats ayant des liens avec cette industrie selon une étude réalisée par l'Université baptiste de Hong Kong. Angela Leong, la directrice de la Sociedade de Turismo e Diversões de Macau (STDM) devrait être réélue dans la liste Nova União para Desenvolvimento de Macau. Melinda Chan, la candidate principale pour Aliança Pr'a Mudança, a également travaillé dans le secteur du jeu et des hôtels. Elle fait campagne contre le relèvement des taux d'imposition pour les casinos et insiste sur le fait que les casinos ne devraient avoir aucune responsabilité sociale. Chan Kam Meng, le propriétaire du Golden Dragon Casino, avec Ung Choi Kun sont candidats à leur réélection dans la liste Associação dos Cidadàos Unidos de Macau. Ils sont arrivés deuxième en 2005, mais il a été révélé plus tard que leur liste a été liée à des votes achetés pour lesquels 7 personnes ont été emprisonnés.
La commission électorale a statué qu'il est illégal d'introduire du matériel d'affichage de la campagne dans les casinos. Toutefois, la liste d'Angela Leong a ignoré cette décision et a continué de présenter des affiches politiques au Grand Lisboa, un casino appartenant à la STDM.

## Candidats macanais
Pour la première fois depuis la rétrocession de Macao, une liste unifiée composée principalement de candidats ayant un ascendance portugaise (Macanais), certains nés à Macao et d'autres au Portugal, concourent ensemble aux élections législatives, sous le nom de Voz Plural - Gentes de Macau. La liste compte également des membres chinois. La formation appelle à la protection du patrimoine de Macao dans un contexte moderne de multiculturalisme,,. Un des principaux enjeux pour lesquels ils militent, est la protection des droits des travailleurs étrangers à Macao, dans le but de gagner des voix des non négligeables communautés philippines et indonésiennes. Voz pluriel est la seule liste qui fait campagne dans des proportions à peu près égales en chinois, portugais et anglais (voir ci-dessous).
Les deux premiers candidats de Nova Esperança, José Pereira Coutinho et Rita Santos, sont tous les deux macanais. Cependant, contrairement à Voz Plural, Nova Esperança se concentre sur les questions de droits du travail et les questions sociales. Le député sortant, José Pereira Coutinho, a proposé, mais sans succès, un projet de loi sur les syndicats à deux reprises durant son mandat à l'Assemblée.
Les deux listes militent pour des réformes politiques progressives et l'augmentation du nombre de députés élus directement dans l'AL. Toutefois, leurs programmes sont moins ambitieux que les listes pro-démocratiques. En particulier, Voz pluriel qui ne fait pas campagne pour le suffrage universel. Selon leur programme, cette demande n'est pas réaliste pour les 4 prochaines années. Ils proposent à la place une augmentation des représentants directement élus passant de 12 à 18.

## Langues
Il n'y a aucune restriction sur le choix de la langue utilisée lors de la campagne. Traditionnellement, les candidats se concentrer sur les votes de la majorité chinoise. CEtte année, avec la participation de Voz Pluriel, davantage d'efforts sont faits pour traduire les programmes dans les langues minoritaires. Pour la première fois, ANMD (et APMD) font usage de leur temps de parole sur la chaîne portugaise TDM. União Promotora para o Progresso (UPP) font également campagne en chinois et en portugais. Associação de Apoio a Comunidade e Proximidade do Povo (AACPP), Observatorio Cívico et Voz Pluriel font tous campagne en trois langues (chinois, anglais et portugais). AACPP envoie même des tracts en braille.
L'utilisation du portugais est devenu un enjeu électoral important cette année. Au cours d'un débat entre les deux principaux candidats macanais, Casimiro Pinto et José Pereira Coutinho, organisé par Ponto Final, la discrimination contre les monoglottes portugais a été discutée. En dehors de Voz Plural, Aliança Pr'a Mudança soutient également le multilinguisme. Leurs politiques d'éducation comprennent la promotion du bilinguisme (chinois et portugais) à Macao. UPP soutient également le bilinguisme favorisant des liens plus forts avec des partenaires commerciaux d'autres pays lusophones.

## Controverses

### Faux départ d'UPP
União Promotora Para o Progresso (UPP), une liste associée à l'association Kaifong, a violé la réglementation électorale en distribuant du matériel de campagne en dehors de la période légale de campagne (du 5 au 18 septembre). Le 20 août, Au Kam San de l'ANMD dépose une plainte officielle à la commission électorale après que l'UPP ait distribué des tracts dans la rue et fait paraître des annonces de campagne avec des photos des candidats UPP dans un magazine local, União Geral das Associações de Moradores de Macau. Ledit magazine a été publié avec des subventions de la Fundação Macau. Les démocrates ont accusé Fundação Macau de financement illégal de la « campagne » en utilisant des fonds publics. Toutefois, le président de la commission électorale, Vasco Fong, a jugé que les actions de l'UPP étaient dues à une ignorance et a refusé de sanctionner la liste.

### Guerre sur l'internet
Il a été rapporté que certains candidats ont reçu des courriels malicieux contenant un virus qui allait effacer toutes les données des ordinateurs des victimes. Observatórico Cívico a affirmé qu'ils avaient reçu des dizaines de ces messages. De nombreuses rumeurs ont été répandues sur différents forums sur l'internet. Beaucoup d'accusations ont été portées contre les démocrates sur les forums communautaires, y compris les liens d'Au Kam San avec le Falun Gong.

### Attaques contre Kwan Tsui Hang
Des affiches anonymes ont été affichées dans toute la ville portant de fausses accusations contre le député sortant et la chef de l'União para o Desenvolvimento, Kwan Tsui Hang. Les affiches ont fait valoir que Kwan était contre le régime d'allégement de trésorerie du gouvernement et que les fonds étaient détournés à des fins de corruption. Kwan a nié toutes ces allégations. Malgré avoir porté plainte devant la commission électorale, les affiches ont continué à apparaître dans les rues affirmant que les gens faisaient le mauvais choix (pour l'élection de Kwan),.

## Bulletin de vote
Il y a au total 16 listes, 2 de moins qu'en 2005. Sous une forme ou une autre, 9 listes ont concouru aux élections de 2005. L'ordre des noms sur les bulletins de vote a été annoncé le 29 juillet.
| Numéro | Liste                                                  | Tête de liste         | Thèmes                     |
| ------ | ------------------------------------------------------ | --------------------- | -------------------------- |
| 1      | União Macau-Guangdong                                  | Mak Soi Kun           | Pro-entreprise             |
| 2      | Nova Esperança                                         | José Pereira Coutinho | Fonctionnaires             |
| 3      | União Para o Progresso e Desenvolvimento               | Lai Cho Wai           | Pro-entreprise             |
| 4      | Associação de Próspero Macau Democrático               | Antonio Ng            | Pro-démocratie             |
| 5      | Aliança Pr'a Mudança                                   | Melinda Chan          | Réforme publique           |
| 6      | Observatório Cívico                                    | Agnes Lam             | Pro-démocratie             |
| 7      | Associação dos Cidadãos Unidos de Macau                | Chan Meng Kam         | Industrie du Jeu           |
| 8      | Equipa de "Justiça Social"                             | In Kam Seng           | Jeunesse et enjeux sociaux |
| 9      | Associação de Activismo para a Democracia              | Lee Kin Yun           | Radical pro-démocratie     |
| 10     | Nova União para Desenvolvimento de Macau               | Angela Leong          | STDM                       |
| 11     | Aliança da Democracia de Sociedade                     | Lei Man Chao          | Droits du travail          |
| 12     | União Para O Desenvolvimento                           | Kwan Tsui Hang        | Pro-Pékin                  |
| 13     | União Promotora Para o Progresso                       | Lai Cho Wai           | Pro-Pékin                  |
| 14     | Voz Plural - Gentes de Macau                           | Casimiro Pinto        | Multiculturalisme          |
| 15     | Associação Novo Macau Democrático                      | Au Kam San            | Pro-démocratie             |
| 16     | Associação de Apoio à Comunidade e Proximidade do Povo | Paul Pun              | Enjeux communautaires      |

## Résultats
Les résultats définitifs ont été dévoilés après un léger retard en raison d'un grand nombre de votes litigieux, soit un total de 6 539 voix, mais 5 467 d'entre elles ont été validées lors du recomptage,. Cependant, Melinda Chan, la tête de liste Aliança Pr'a Mudança, s'est plainte au tribunal de l'ultime instance qui a décidé que seulement 41 des voix litigieuses originales devaient été validées.
| Numéro | Liste  | Votes  | +/-       | %     | +/-       | Sièges | +/-       |
| ------ | ------ | ------ | --------- | ----- | --------- | ------ | --------- |
| 4      | APMD   | 16,424 | +3,976    | 11.58 | +0.55     | 2      | +1        |
| 15     | ANMD   | 11,024 | +3,976    | 7.77  | +0.55     | 1      | +1        |
| 12     | UPD    | 21,098 | +4,510    | 14.88 | +1.59     | 2      | 0         |
| 7      | ACUM   | 17,014 | -3,681    | 12.00 | -4.58     | 2      | 0         |
| 10     | NUDM   | 14,099 | +2,547    | 9.94  | +0.61     | 1      | 0         |
| 13     | UPP    | 14,044 | +2,059    | 9.90  | +0.30     | 1      | -1        |
| 2      | NE     | 12,908 | +2,935    | 9.10  | +1.11     | 1      | 0         |
| 1      | UMG    | 10,348 | (nouveau) | 7.30  | (nouveau) | 1      | (nouveau) |
| 5      | Mudar  | 7,857  | (nouveau) | 5.54  | (nouveau) | 1      | (nouveau) |
| 3      | UPPD   | 5,389  | (nouveau) | 3.80  | (nouveau) | 0      | (nouveau) |
| 6      | Cívico | 5,329  | (nouveau) | 3.76  | (nouveau) | 0      | (nouveau) |
| 16     | AACPP  | 2,334  | -607      | 1.65  | -0.77     | 0      | 0         |
| 8      | EJS    | 1,627  | (nouveau) | 1.15  | (nouveau) | 0      | (nouveau) |
| 9      | AAPD   | 1,141  | +487      | 0.80  | +0.28     | 0      | 0         |
| 14     | VPGM   | 905    | (nouveau) | 0.64  | (nouveau) | 0      | (nouveau) |
| 11     | ADS    | 256    | (nouveau) | 0.18  | (nouveau) | 0      | (nouveau) |

La stratégie des démocrates a payé, ils ont réussi à gagner 1 siège, ce qui signifie qu'il y aura 4 députés pro-démocrates (y compris José Pereira Coutinho) dans la nouvelle assemblée. Les conservateurs ont au contraire perdu un siège, malgré le fait qu'UPP et UPD ait augmenté leur nombre de voix. En fait, l'UPD a reçu le plus grand nombre de voix en tant que liste indépendante et a le plus monté dans les votes. Pour le camp pro-entreprises, il reste 5 députés, dont 4 pour l'industrie du jeu. Les analystes soulignent qu'il n'y a pas eu un énorme changement dans la composition de l'AL, qui continue à être dominé par le camp pro-Pékin.

## Participation
28 bureaux de vote étaient ouverts de 9 h à 21 h. Un total de 149 006 d'électeurs (59,91 % des électeurs inscrits)  ont participé, ce qui constitue un record. Les taux de participation régionales sont les suivants :
| Région             | Votants | Participation |
| ------------------ | ------- | ------------- |
| Péninsule de Macao | 138 963 | 60,03 %       |
| Taipa              | 9 034   | 57,63 %       |
| Coloane            | 1 009   | 65,43 %       |